# 桃園駅 (台湾高速鉄道)
桃園駅（とうえんえき）は、台湾桃園市中壢区青埔にある台湾高速鉄道（高鉄）の駅。青埔駅とも呼ばれる。
桃園機場捷運（桃園捷運機場線）の高鉄桃園駅（こうてつとうえんえき、ガオティエタオユェンえき）についても本項で述べる。

## 概要
2007年に、台湾高速鉄道の駅が台鉄の従来の桃園駅から離れた場所に開業。桃園機場捷運が開通するまでは、当駅が台湾桃園国際空港の最寄り駅であった。桃園機場捷運が2017年に当駅に乗り入れ、桃園市の新しいターミナル駅となっている。

## 歴史

### 高鉄
- 2002年5月30日 - 起工
- 2006年11月10日 - 駅舎竣工[1]
- 2007年
  - 1月5日 - 仮営業開始[2]。
  - 3月2日 - 正式開業[3]。
- 2009年12月16日 - チャイナエアラインが駅構内に桃園国際空港出発旅客向けのチェックインカウンターを開設[4]。
- 2010年3月1日 - エバー航空およびユニー航空も駅構内にチェックインカウンターを開設[5]。
- 2014年
  - 2月28日 - エバー航空およびユニー航空のチェックインカウンターが営業終了[6]。
  - 12月31日 - チャイナエアラインのチェックインカウンターが営業終了[7]。

### 捷運
- 2017年
  - 2月2日 - 桃園機場捷運（桃園捷運機場線）の駅が仮開業（予約団体試乗）[8]。
  - 2月16日 - （捷運）当駅での整理券方式による無料体験試乗を開始（日中8-16時のみで、利用客数は1日の上限がある）[8]。
  - 3月2日 - （捷運）正式開業（4月1日までの1ヶ月は半額）[8]。
- 2018年
  - 3月1日 - （捷運）一部直達車の停車駅となる[9]。

## 駅構造

### 台湾高速鉄道
駅舎は森海國際工程顧問股份有限公司と沈祖海連合建築師事務所が設計し、台湾の 互助営造、日本の大林組のJVが施工した。総床面積は81,516平方メートル。建設当時は軍用飛行場（桃園軍用機場）の離着陸コースに当たる為、地下駅となった。なお当飛行場は現在廃止された。
高鉄の駅舎は地上1階、地下2階建ての構造である。地上1階は改札口や券売機、窓口、案内カウンター、トラベルデスク、鉄道警察があるコンコース階である。地下2階はホーム階であり、地下1階の中間階には機場捷運の乗り換え改札がある。
ホームは相対式ホーム2面4線を有する。トンネル内に駅のホームがあるため、地上の改札階からエスカレータもしくはエレベーターで地下2階（1階は待合スペース）にあるホームに降りる事になる。上下ホームの間には通過線がある上に仕切りの壁があるため、互いのホームからは視認することはできない。地下を通る為、通過列車でも減速して走行していたが、2011年に改善工事が完了し減速せずに通過するようになった。
改札階の内部にはコンビニエンスストアや売店が入居している。
かつて空港出国旅客のための航空会社のチェックインカウンターが地上1階に設置され、数年間運営されていたが、利用客の少なさを理由に撤去された。ただし、桃園捷運の開業を機に復活の動きがある。
出入口は地上1階に8箇所設けられている。

#### のりば

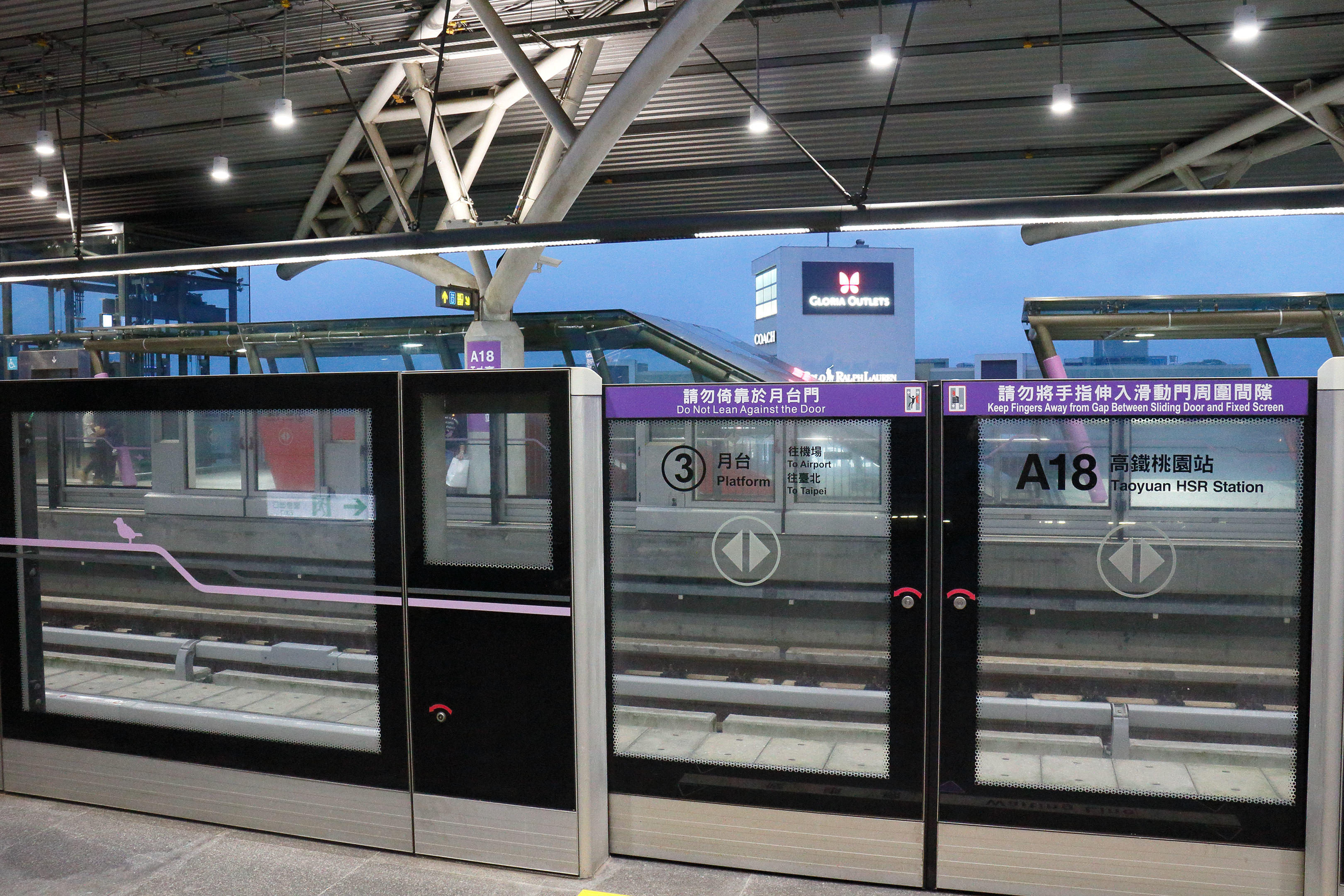
プラットホーム

| 1      | ■台湾高速鉄道（下り） | 台中・左営方面 |
| 通過線 | ■台湾高速鉄道         | 下り列車の通過 |
| 通過線 | ■台湾高速鉄道         | 上り列車の通過 |
| 2      | ■台湾高速鉄道（上り） | 台北・南港方面 |

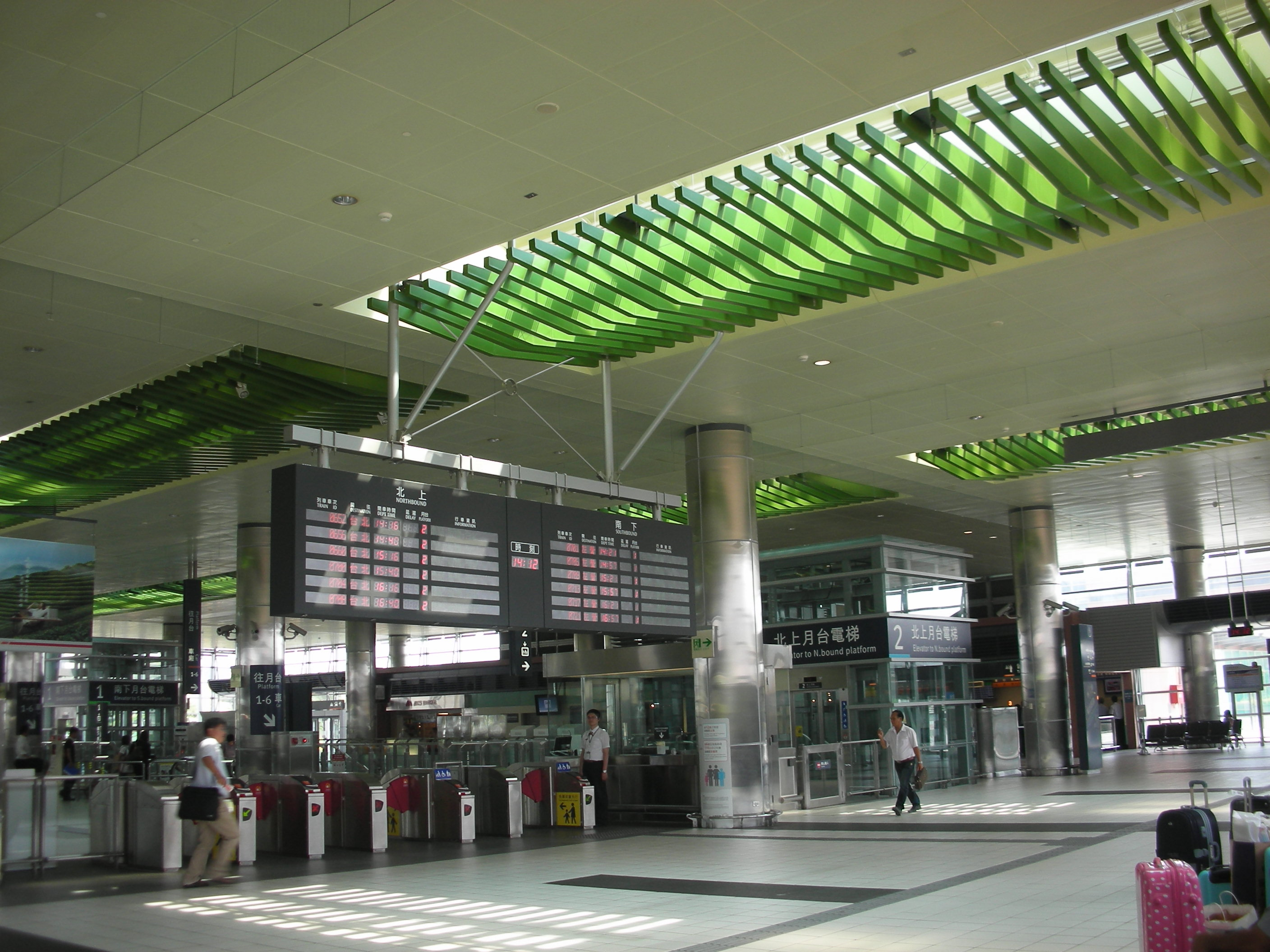
改札口（2013年7月5日）
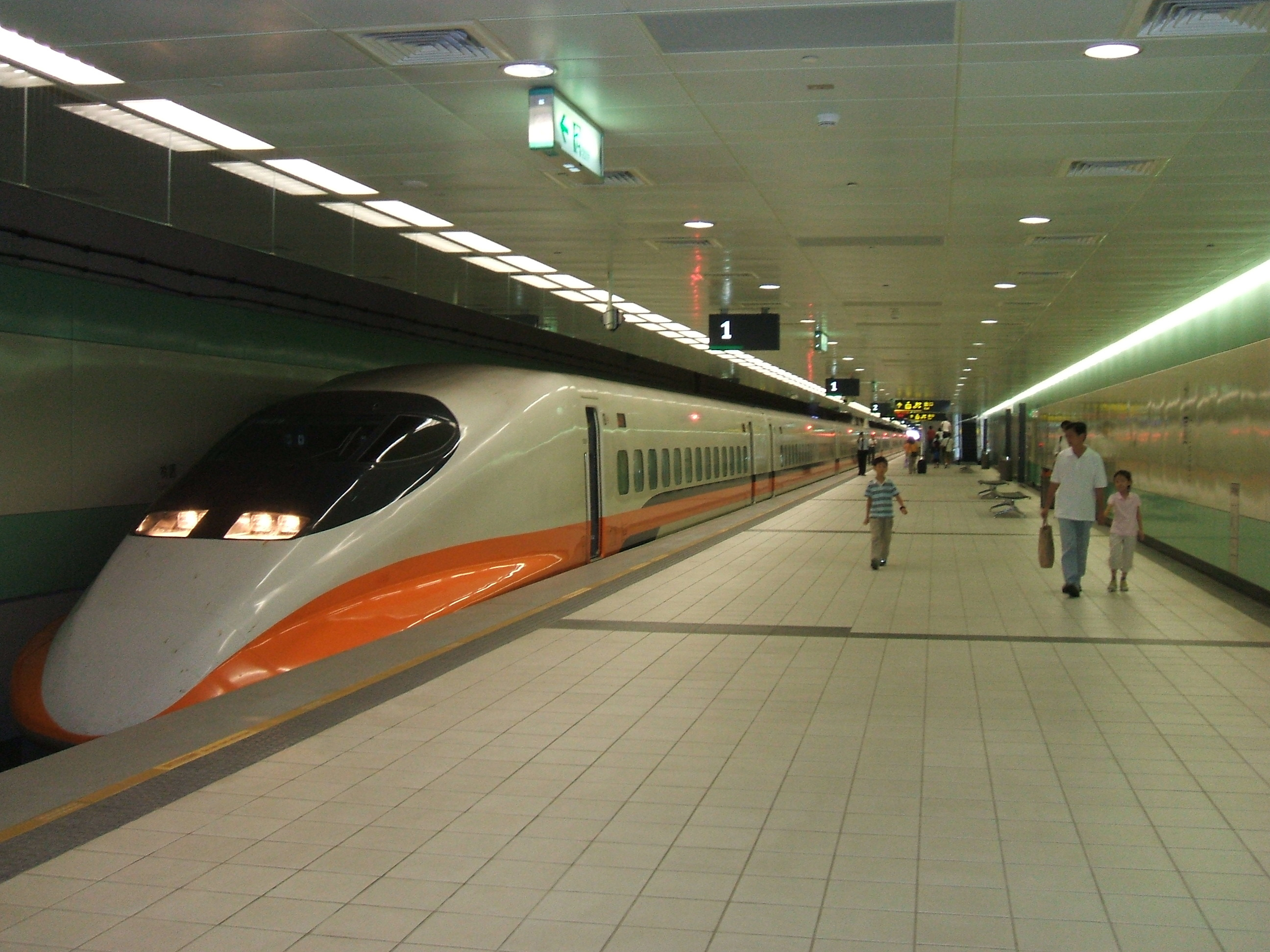
プラットホーム（	2007年7月27日）

### 桃園捷運
相対式ホームと島式ホーム混合の2面3線の高架駅。可動式ホーム柵が設置されている。
出口は東西それぞれ1つずつ設けられ、東側は地上及び地下1階高鉄駅改札口と直結している。

#### のりば
| 1 | 桃園機場捷運（下り） | 当駅折り返し 桃園機場(T2・T1)・台北車站方面 |
| 2 | 桃園機場捷運（下り） | 環北方面                                    |
| 3 | 桃園機場捷運（上り） | 桃園機場(T2・T1)・台北車站方面              |

- プラットホーム

## 利用状況
燃油価格高騰により高速鉄道の定期券代が自家用車での通勤費より安くなったことでマイカー通勤者の転移が顕著なことと、住宅価格が手ごろなため、台北方面への通勤客が急増し、桃園-台北間の定期券旅客は2007年約800人から2012年約3,200人となっている。
高鉄の桃園駅の2016年の1日平均利用客数は32,613人で、高鉄中第4位。捷運駅は桃園捷運では台北車站および機場2駅に次ぐ4位。
| 年   |           |           |            |        |         |         |
| 年   | 年間      | 年間      | 年間       | 年間   | 1日平均 | 1日平均 |
| 年   | 乗車      | 降車      | 計         | 出典   | 乗車    | 乗降    |
| ---- | --------- | --------- | ---------- | ------ | ------- | ------- |
| 2007 | 977,525   | 912,346   | 1,889,871  | [ 14 ] | 2,707   | 5,235   |
| 2008 | 2,148,825 | 2,000,195 | 4,149,020  | [ 14 ] | 5,871   | 11,336  |
| 2009 | 2,417,447 | 2,074,254 | 4,491,701  | [ 14 ] | 6,623   | 12,306  |
| 2010 | 3,024,317 | 2,834,538 | 5,858,855  | [ 14 ] | 8,285   | 16,051  |
| 2011 | 3,483,660 | 3,320,390 | 6,804,050  | [ 14 ] | 9,544   | 18,641  |
| 2012 | 3,965,712 | 3,796,604 | 7,762,316  | [ 14 ] | 10,835  | 21,208  |
| 2013 | 4,376,039 | 4,249,967 | 8,626,006  | [ 14 ] | 11,989  | 23,633  |
| 2014 | 4,425,252 | 4,311,480 | 8,736,732  | [ 14 ] | 12,124  | 23,936  |
| 2015 | 4,624,459 | 4,545,553 | 9,170,012  | [ 14 ] | 12,670  | 25,123  |
| 2016 | 5,465,067 | 5,405,128 | 10,870,195 | [ 14 ] | 14,973  | 29,781  |
| 2017 | 5,995,895 | 5,907,698 | 11,903,593 | [ 14 ] | 16,427  | 32,613  |
| 2018 | 6,482,997 | 6,418,279 | 12,901,276 | [ 14 ] | 17,762  | 35,346  |
| 2019 | 7,122,801 | 7,082,084 | 14,204,885 | [ 14 ] | 19,515  | 38,917  |
| 2020 | 5,741,854 | 5,845,729 | 11,587,583 | [ 14 ] | 15,688  | 31,660  |
| 2021 | 4,173,624 | 4,244,468 | 8,418,092  | [ 14 ] | 11,435  | 23,063  |
| 2022 | 5,448,613 | 5,583,152 | 11,031,765 | [ 14 ] | 14,928  | 30,224  |
| 2023 | 8,410,633 | 8,312,570 | 16,723,203 | [ 14 ] | 23,043  | 45,817  |

| 年   | 年間利用客数 | 年間利用客数 | 年間利用客数 | 1日平均  | 1日平均 | 1日平均 |
| 年   | 乗車         | 下車         | 乗降計       | 出典     | 乗車    | 乗降    |
| ---- | ------------ | ------------ | ------------ | -------- | ------- | ------- |
| 2017 | 資料なし     | 資料なし     | 資料なし     | [ 16 ]   | -       | 4,931   |
| 2018 | 資料なし     | 資料なし     | 資料なし     | [ 16 ]   | -       | 5,929   |
| 2019 | 資料なし     | 資料なし     | 資料なし     |          |         |         |
| 2020 | 資料なし     | 資料なし     | 資料なし     |          |         |         |
| 2021 | 資料なし     | 資料なし     | 資料なし     |          |         |         |
| 2022 | 1,482,409    | 1,386,430    | 2,868,839    | [ 注 2 ] | 4,061   | 7,860   |

## 駅周辺
- GLORIA OUTLETS華泰名品城[19]
- 宜家家居 桃園店
- 桃園市中壢区青埔国民小学
- 桃園市立大園国際高級中学（中国語版）
- 桃園市立青埔国民中学（中国語版）
- 桃園国際野球場
- 大江国際購物中心（中国語版）
- 大竹交流道（中国語版）
- 桃園市立美術館（計画中）
- ランドマークプラザ桃園（中国語版）
  - 桃園水族館（シーパラダイス）
- 橫山書法美術館（計画中）
- 台湾高速鉄道探索館

## バス路線
| のりば | 運行事業者              | 区間 |
| ------ | ----------------------- | --- |
| 1      | 統聯客運                | 705 高鉄桃園駅 - 桃園国際空港(T1 & T2)2019年7月1日廃止 |
| 2      | 統聯客運                | 705 高鉄桃園駅 - 桃園国際空港(T1 & T2)2019年7月1日廃止 |
| 3      | 亞通客運 亞盛通運       | L505高鐵接駁線 大園区公所 - – 高鉄桃園駅 (桃園市民免費公車大園區) |
| 4      | 桃園客運 (高鉄快捷公車) | 直達車 高鉄桃園駅 - - 大竹 - - 桃園客運桃園総站（一部開南大学まで運行） 206 高鉄桃園駅 - - 大竹 - - 桃園客運桃園総站（一部開南大学まで運行） |
| 5      | 中壢客運 (高鉄快捷公車) | 170 高鉄桃園駅 - - 中壢総站 |
| 6      | 桃園客運                | 132A 中壢公車站 - 中央大学 - 高鉄桃園駅 171 中壢公車站 - A20興南駅 - 高鉄桃園駅 5087 中壢車站 - - 高鉄桃園駅 - - 桃園客運大園站 5087A 中壢車站 - - 高鉄桃園駅 - 大園高中 - 桃園客運大園站 (大園高中経由) 5089 中壢車站 - - 高鉄桃園駅 - - 桃園客運大園站－ - 桃園国際空港(T1 & T2) |
| 7      | 桃園客運                | L305 蘆竹区公所 - 大竹 - - 高鉄桃園駅 (桃園市民は運賃無料) L605 永安漁港 - - 新屋区公所 - - 高鉄桃園駅(桃園市民は運賃無料) |
| 8      | 中壢客運                | 172 中壢総站 - - 中央大学 - - －高鉄桃園駅 |
| 9      | 亞通客運 亞盛通運       | L509 高鉄桃園駅 - 大園高中 - 桃園航空城願景館 - 捷運領航駅 (桃園市民は運賃無料) |
| 10     | 桃園客運                | 707 桃園高中 - - 高鉄桃園駅 - 桃園国際野球場 707A 桃園市政府 - - 桃園高中 - - - 高鉄桃園駅 - 桃園国際野球場 |

## 隣の駅
台湾高速鉄路
■台湾高速鉄道
板橋駅 - 桃園駅 - 新竹駅
桃園捷運
機場線（桃園機場捷運）
■環北行直達車
機場第二航廈駅（A13） - 高鉄桃園站駅（A18） - 環北駅（A21）
■普通車
領航駅（A17） - 高鉄桃園站駅（A18） - 桃園体育園区駅（A19）

### 註釈
1. ↑  2016年は営業日数365日で算出（2016年7月8日、台風1号（ニパルタック）の影響で終日運休[15]。）
2. ↑  各年月報1月分（[17]）から12月分（[18]）までの合算